# Elf domèstic
Un elf domèstic (house-elf, en anglès) és una criatura fictícia de la saga Harry Potter escrita per JK Rowling. Un elf domèstic és una classe d'elf de treball que és capaç de fer tota classe de labors domèstiques. Els elfs domèstics solen ser explotats per part d'algunes famílies. Altres característiques d'aquestes criatures és que obeeixen tot el que els digui el seu amo, i l'única manera de deixar-lo en llibertat és obsequiant-lo amb alguna peça de vestir. Cada vegada que facin o diguin alguna cosa que està en contra dels seus amos haurien d'autocastigar-se fortament.
En Dobby, la Winky, en Kreacher i la Hokey són alguns elfs domèstics esmentats als llibres. A les cuines de Hogwarts també hi treballa un personal bastant complet d'elfs domèstics, els quals gaudeixen del seu treball i de la generositat d'en Dumbledore.
Un cas molt diferent és el d'en Dobby. Ell vol que l'alliberin i treballar amb una mica de sou. Les condicions d'esclavitud en la qual estan els elfs són la base perquè l'Hermione, en el quart títol de la saga, fundés la P.E.T.; que va rebre greus crítiques per part de la Winky.
Els elfs domèstics són diferents dels mags: tenen la seva pròpia màgia i la capacitat d'aparèixer i desaparèixer en el castell de Hogwarts o qualsevol altre lloc. Aquesta qualitat els és necessària per a realitzar el seu treball sense ser vistos, com és tradicional. Un elf domèstic pot anar a parar a Azkaban, com és el cas de la Hokey.

## Elfs domèstics principals
Aquí teniu una llista dels principals elfs domèstics esmentats als llibres.

### Dobby
En Dobby és un elf domèstic que apareix als llibres de Harry Potter.
Com a elf domèstic que és, està lligat a la familia Malfoy i ha de servir com un esclau als seus membres, a més a més, si pensa o parla malament d'ells s'ha de castigar, pegant-se a ell mateix.
Apareix per primera vegada a Harry Potter i la cambra secreta, on va a visitar en Harry Potter i l'avisa de què passaran coses horribles a Hogwarts i que no hi torni, però evindentment, en Harry vol anar l'escola i per intentar impedir-ho en Dobby llança amb màgia un pastís contra uns convidats, tanca la barrera que porta a l'Andana 9 i tres quarts i modifica una bala de quidditch perquè ataqui en Harry i se l'hagin d'endur, però tot i deixar en Harry una mica malparat no abandona l'escola, resol el misteri de la Cambra Secreta i evita el tancament de Hogwarts.
Al final en Harry descobreix que està lligat a la família Malfoy i aconsegueix que el seu amo, en Lucius Malfoy l'alliberi sense voler, donant-li un mitjó.
A Harry Potter i el calze de foc en Dobby aconsegueix feina a Hogwarts, quan en Dumbledore el contracta i li paga un sou, complint el seu somni de ser lliure. Ajuda en Harry a passar la segona prova del Torneig dels Tres Bruixots, donant-li una escafalga, una planta que li permet respirar sota l'aigua, que roba del despatx del professor Snape.
A Harry Potter i l'orde del Fènix li indica a en Harry on és la Sala de la Necessitat, una habitació que es transforma en allò que la persona que hi vol entrar necessita, perquè hi pugui practicar màgia d'amagat amb els seus companys de l'Exèrcit d'en Dumbledore.
A Harry Potter i el misteri del Príncep en Dobby segueix en Malfoy d'amagat tota una setmana sense dormir perquè en Harry sospita que està tramant alguna cosa.
A Harry Potter i les relíquies de la Mort, en Harry no va a l'escola perquè necessita buscar els horricreus. Però durant la seva tasca és retingut a la mansió dels Malfoy, llavors el germà d'en Dumbledore li demana a en Dobby que rescati en Harry, i l'elf apareix a la cel·la. Però en Harry li diu que rescati primer als seus amics perquè ell i en Ron havien d'alliberar a l'Hermione, que estava sent torturada. Quan en Dobby torna es veu embolicat en una batalla entre cavallers de la mort i en Harry, en Ron i l'Hermione. En Dobby els agafa per a aparèixer en un altre lloc però en el moment abans de la desaparició, la Bel·latrix Lestrange li llança un ganivet al pit, matant així a l'elf domèstic. En Harry li cava una tomba al jardí d'en Bill Weasley i la Fleur Delacour.

### Kreacher
En Kreacher és un elf domèstic de l'univers de Harry Potter.
Aquesta criatura pertanyia a la família Black i habitava a la casa d'en Sirius Black, el seu amo. Aquest elf domèstic sent un profund menyspreu cap a les persones de sang barrejada (un dels progenitors màgic i l'altre muggle) i cap als muggles, així com cap als anomenats traïdors de sang (mags de progenitors mags, amics dels muggles), com la família Weasley; mentre que admira profundament a les persones de sang màgica pura com les famílies Black (encara que odiava en Sirius per pertànyer a Gryffindor, en lloc de seguir la tradició familiar d'estar a Slytherin) i Malfoy principalment. Per tant, sent menyspreu cap a l'Hermione Granger, a pesar que ella s'ha preocupat que en Kreacher visqués en millors condicions.
Al morir en Sirius, corresponia que l'hereu fos el següent membre de la família Black viu. Com que en Sirius i en Regulus van morir sense deixar descendència, correspondria l'herència a la seva cosina Bel·latrix Lestrange, però en Sirius decideix que el seu fillol Harry Potter es quedi amb totes les seves pertinences, incloent-hi en Kreacher, que, al contrari d'en Dobby, detesta en Harry i adora a la Bel·latrix. En l'últim llibre en Harry per a guanyar-se la seva confiança li regala un fals medalló (un horricreu fals), propietat del seu antic amo Regulus al que li tenia una gran admiració, i en Kreacher el comença a tractar bé. En Harry, al fer-se càrrec d'en Kreacher, després d'uns incidents l'envia a treballar al costat d'altres elfs domèstics a Hogwarts.
A Hogwarts, en Kreacher coneix en Dobby, i ambdós es posen al servei d'en Harry per a espiar a en Draco Malfoy, i en Kreacher, està amagat a la Sala de la Necessitat amb la finalitat de reparar un armari perquè els Cavallers de la Mort puguin entrar i atacar Hogwarts, per tal d'assassinar l'Albus Dumbledore. En Kreacher ajuda poc i es baralla sovint amb en Dobby per insultar al seu amo.
Va haver-hi un temps en què en Lord Voldemort, quan estava creant els seus horricreus, volia provar la seguretat preparada en una cova per a guardar un dels seus horricreus, pel que va demanar als seus cavallers de la mort un elf domèstic. En Regulus Arcturus Black, el germà d'en Sirius que per aquest temps treballava a les ordres d'en Voldemort va oferir en Kreacher, així l'Innominable el va dur a la cova i li va fer beure una poció que el debilitaría, amb la intenció que el bebedor no en pogués sortir. Encara que la sala estava preparada perquè no es pogués aparetre o desparetre d'ella, en Kreacher, en ser un elf, no va poder fallar a l'ordre del seu amo, la de tornar a casa i va aconseguir sortir. En Kreacher va explicar a en Regulus i el que havia ocorregut.
En Regulus llavors va anar amb l'elf a la cova i va beure la poció. En Kreacher canvià les relíquies i guardà la veritable a la seva casa i l'intentà obrir, però no va tenir èxit.
En Kreacher explica tot això a en Harry en el setè llibre, i és llavors quan en Harry comprèn les paraules d'en Dumbledore, en Kreacher no va trair en Sirius en el cinquè llibre, va fer el mateix en Sirius que motivà que l'elf mai el respectés, ja que en Sirius sempre el va veure com un ser inferior.

### Winky
La Winky és una elfa domèstica creada per JK Rowling per la seva saga Harry Potter. La seva primera aparició és al quart títol de la saga, Harry Potter i el calze de foc.
La Winky, igual que els seus avantpassats, va servir a la família Mauch durant la seva vida, fins al quart títol de la saga de Harry Potter, en el que és acomiadada. Això és degut al fet que en Barty Mauch, al costat d'un grup de mags al servei de l'Arthur Weasley, es dirigeixen al lloc en on va ser invocada la marca de les Forces del Mal durant el Mundial de Quidditch. Llavors en Barty en veure la seva elfa domèstica, decideix acomiadar-la, sense que servissin de res les súpliques de la Winky, ja que després de realitzar l'encanteri Priori incantatem sobre la vareta màgica d'en Harry, aquesta va revelar l'encanteri invocador de la Marca de les Forces del Mal.
Així la Winky perd la seva ocupació, després de llàgrimes i súpliques, mitjançant el pitjor càstig cap a un elf domèstic: Si el seu amo li dona una peça de roba, aquest queda automàticament alliberat, sense forma de revertir l'ocorregut.
Quan la Winky va ser acomiadada pel seu amo, Barty Mauch, va contactar al seu amic Dobby, que treballava a la cuina de Hogwarts. Així va aconseguir una feina en aquesta escola. Però no va ser suficient per treure's la seva pena: constantment es consolava amb cervesa "de mantega", que conté suficient alcohol per als elfs domèstics. A més, la Winky en cap moment va voler revelar els secrets que el seu amo li havia confiat, tasca que ha de realitzar un bon elf domèstic. En cap moment va revelar cap d'ells, per més que en Harry, en Ron i l'Hermione la persuadissin.
De la mateix manera, sentint-se inservible i menyspreada, la Winky va qüestionar greument l'associació P.E.T., fundada per l'Hermione.

### Hokey
La Hokey era una elfa domèstica creada per JK Rowling per les seves novel·les de Harry Potter.
La Hokey treballava per la Hepzibah Smith, una dona gran que va ser enganyada per en Lord Voldemort quan aquest treballava a Borgin&Burkes per robar-li el medalló de Slytherin i la copa de Hufflepuff. La Hokey va veure's quan en Dumbledore li va ensenyar a en Harry la memòria que tenia d'aquesta elfa domèstica al pensiu, a Harry Potter i el misteri del Príncep. Era descrita vella i prima. En el pensiu van veure com la Hepzibah Smith va ser enverinada i morta per en Voldemort i com tots els seus tresors van desaparèixer. En Voldemort va acusar la Hokey del seu assassinat, i l'elfa domèstica va ser enviada a Azkaban.